# Кадунеа (Удине)
Кадунеа је насеље у Италији у округу Удине, региону Фурланија-Јулијска крајина.
Према процени из 2011. у насељу је живело 241 становника. Насеље се налази на надморској висини од 392 м.